# Monica Stevens
Monica Stevens (* 14. Januar 1967) ist eine ehemalige antiguanische Sprinterin. 
Stevens trat bei den Olympischen Sommerspielen 1984 in Los Angeles zusammen mit Jocelyn Joseph, Ruperta Charles und Laverne Bryan in der Staffel 4 × 400 m an.